# Il fantasma delle fonderie
Il fantasma delle fonderie è un fumetto italiano scritto e disegnato da Filippo Scozzari, pubblicato nel 1978. È il primo in cui compare il Dottor Jack, poi sporadicamente ospitato nel mensile Linus. 

## Trama
Il dottor Jack, un investigatore del P.C.I. esperto in casi rognosi e imbarazzanti per il Partito, viene ingaggiato da due funzionari per indagare sulla scomparsa dell'operaio C.O. della Metallurgica Macelli. Egli si reca dallo psicologo della ditta per scovare informazioni, effettua interviste a chi l'ha conosciuto infine, studiando un graffito dello scomparso su un muro della fabbrica, scopre l'odio di C.O. nei confronti del lavoro. Il dottor Jack si convince che sia stato eliminato perché non testimoniasse le condizioni degradanti a cui gli operai erano sottoposti, ma il suo capo, per motivi di comodità politica, impone al detective di sostenere che "C.O. si è suicidato gettandosi in un altoforno ".

## Storia editoriale
Il dottor Jack comparve su Linus nel 1977. Nel corso delle puntate il suo nome subisce varie trasformazioni, da Jack a Gek a Gec. Alter alter, supplemento di Linus, pubblicò i tre episodi successivi; i rimanenti furono ospitati sul mensile Frigidaire della Primo Carnera Editore che poi li riunì in un'antologia nel 1979.

## Sinossi
Storie senza speranze, molto amare per l'epoca, (la prima fu spirata da un racconto pubblicato su Zut, foglio di movimento romano), permettono all'autore di giocare con lo stile efferato e cupo della cronaca politica italiana dei tardi anni '70.
Nel primo episodio, le inquietudini dell'operaio, di cui conosciamo appena le iniziali, saranno dimenticate, una volta aggiustato convenientemente lo svolgimento dei fatti. Il dottor Jack sarà spedito all'inferno, da cui sarà rievocato ogni volta che il Partitone deciderà di utilizzare la sua insipienza investigativa.